# Ricardo Adé
Ricardo Adé Kat (Saint-Marc, 21 maggio 1990) è un calciatore haitiano, difensore della LDU Quito e della nazionale haitiana.

## Carriera

### Club
Ha giocato nei campionati haitiano ed ecuadoriano oltre che nella seconda divisione del campionato cileno.

### Nazionale
Con la maglia della nazionale ha esordito nel 2016 nonostante fosse già stato convocato per la Gold Cup del 2013.

## Statistiche

### Cronologia presenze e reti in nazionale
| Cronologia completa delle presenze e delle reti in nazionale ― Haiti | Cronologia completa delle presenze e delle reti in nazionale ― Haiti | Cronologia completa delle presenze e delle reti in nazionale ― Haiti | Cronologia completa delle presenze e delle reti in nazionale ― Haiti | Cronologia completa delle presenze e delle reti in nazionale ― Haiti | Cronologia completa delle presenze e delle reti in nazionale ― Haiti | Cronologia completa delle presenze e delle reti in nazionale ― Haiti | Cronologia completa delle presenze e delle reti in nazionale ― Haiti |
| Data                                                                 | Città                                                                | In casa                                                              | Risultato                                                            | Ospiti                                                               | Competizione                                                         | Reti                                                                 | Note                                                                 |
| -------------------------------------------------------------------- | -------------------------------------------------------------------- | -------------------------------------------------------------------- | -------------------------------------------------------------------- | -------------------------------------------------------------------- | -------------------------------------------------------------------- | -------------------------------------------------------------------- | -------------------------------------------------------------------- |
| 3-9-2016                                                             | Port-au-Prince                                                       | Haiti                                                                | 0 – 1                                                                | Costa Rica                                                           | Qual. Mondiali 2018                                                  | -                                                                    |                                                                      |
| 7-9-2016                                                             | Kingston                                                             | Giamaica                                                             | 0 – 2                                                                | Haiti                                                                | Qual. Mondiali 2018                                                  | -                                                                    |                                                                      |
| 9-11-2016                                                            | Port-au-Prince                                                       | Haiti                                                                | 2 – 5                                                                | Guyana francese                                                      | Qualificazioni alla Coppa dei Caraibi 2017                           | -                                                                    |                                                                      |
| 13-11-2016                                                           | Basseterre                                                           | Saint Kitts e Nevis                                                  | 0 – 2 dts                                                            | Haiti                                                                | Qualificazioni alla Coppa dei Caraibi 2017                           | -                                                                    | 105’                                                                 |
| 30-5-2018                                                            | Buenos Aires                                                         | Argentina                                                            | 4 – 0                                                                | Haiti                                                                | Amichevole                                                           | -                                                                    | 16’                                                                  |
| 11-9-2018                                                            | Port-au-Prince                                                       | Haiti                                                                | 13 – 0                                                               | Sint Maarten                                                         | Qual. CONCACAF Nations League 2019-2020                              | -                                                                    |                                                                      |
| 16-10-2018                                                           | Fort-de-France                                                       | Saint Lucia                                                          | 1 – 2                                                                | Haiti                                                                | Qual. CONCACAF Nations League 2019-2020                              | -                                                                    | 88’                                                                  |
| 17-11-2018                                                           | Managua                                                              | Nicaragua                                                            | 0 – 2                                                                | Haiti                                                                | Qual. CONCACAF Nations League 2019-2020                              | -                                                                    |                                                                      |
| 21-11-2018                                                           | San Salvador                                                         | El Salvador                                                          | 1 – 0                                                                | Haiti                                                                | Amichevole                                                           | -                                                                    |                                                                      |
| 24-3-2019                                                            | Port-au-Prince                                                       | Haiti                                                                | 2 – 1                                                                | Cuba                                                                 | Qual. CONCACAF Nations League 2019-2020                              | -                                                                    |                                                                      |
| 6-6-2019                                                             | La Serena                                                            | Cile                                                                 | 2 – 1                                                                | Haiti                                                                | Amichevole                                                           | -                                                                    |                                                                      |
| 11-6-2019                                                            | Alajuela                                                             | Guyana                                                               | 1 – 3                                                                | Haiti                                                                | Amichevole                                                           | -                                                                    | 46’                                                                  |
| 17-6-2019                                                            | San José                                                             | Haiti                                                                | 2 – 1                                                                | Bermuda                                                              | Gold Cup 2019 - 1º turno                                             | -                                                                    |                                                                      |
| 8-9-2019                                                             | Willemstad                                                           | Curaçao                                                              | 1 – 0                                                                | Haiti                                                                | CONCACAF Nations League 2019-2020 - 2º turno                         | -                                                                    |                                                                      |
| 11-9-2019                                                            | Port-au-Prince                                                       | Haiti                                                                | 1 – 1                                                                | Curaçao                                                              | CONCACAF Nations League 2019-2020 - 2º turno                         | -                                                                    | 47’                                                                  |
| 18-11-2019                                                           | San José                                                             | Costa Rica                                                           | 1 – 1                                                                | Haiti                                                                | CONCACAF Nations League 2019-2020 - 2º turno                         | -                                                                    |                                                                      |
| 25-3-2021                                                            | Port-au-Prince                                                       | Haiti                                                                | 2 – 0                                                                | Belize                                                               | Qual. Mondiali 2022                                                  | 1                                                                    |                                                                      |
| 8-6-2021                                                             | Port-au-Prince                                                       | Haiti                                                                | 1 – 0                                                                | Nicaragua                                                            | Qual. Mondiali 2022                                                  | -                                                                    |                                                                      |
| 12-6-2021                                                            | Port-au-Prince                                                       | Haiti                                                                | 0 – 1                                                                | Canada                                                               | Qual. Mondiali 2022                                                  | -                                                                    |                                                                      |
| 15-6-2021                                                            | Bridgeview                                                           | Canada                                                               | 3 – 0                                                                | Haiti                                                                | Qual. Mondiali 2022                                                  | -                                                                    |                                                                      |
| 2-7-2021                                                             | Fort Lauderdale                                                      | Haiti                                                                | 6 – 1                                                                | Saint Vincent e Grenadine                                            | Qual. Gold Cup 2021                                                  | -                                                                    | Cap.                                                                 |
| 6-7-2021                                                             | Fort Lauderdale                                                      | Haiti                                                                | 4 – 1                                                                | Bermuda                                                              | Qual. Gold Cup 2021                                                  | -                                                                    | Cap.                                                                 |
| 12-7-2021                                                            | Kansas City                                                          | Stati Uniti                                                          | 1 – 0                                                                | Haiti                                                                | Gold Cup 2021 - 1º turno                                             | -                                                                    | Cap.                                                                 |
| 16-7-2021                                                            | Kansas City                                                          | Haiti                                                                | 1 – 4                                                                | Canada                                                               | Gold Cup 2021 - 1º turno                                             | -                                                                    | Cap.                                                                 |
| 18-7-2021                                                            | Frisco                                                               | Martinica                                                            | 1 – 2                                                                | Haiti                                                                | Gold Cup 2021 - 1º turno                                             | 1                                                                    | Cap.                                                                 |
| 27-3-2022                                                            | Fort Lauderdale                                                      | Guatemala                                                            | 2 – 1                                                                | Haiti                                                                | Amichevole                                                           | -                                                                    |                                                                      |
| 4-6-2022                                                             | Hamilton                                                             | Bermuda                                                              | 0 – 0                                                                | Haiti                                                                | CONCACAF Nations League 2022-2023 - 1º turno                         | -                                                                    |                                                                      |
| 7-6-2022                                                             | Santo Domingo                                                        | Haiti                                                                | 3 – 2                                                                | Montserrat                                                           | CONCACAF Nations League 2022-2023 - 1º turno                         | -                                                                    |                                                                      |
| 25-3-2023                                                            | Lookout                                                              | Montserrat                                                           | 0 – 4                                                                | Haiti                                                                | CONCACAF Nations League 2022-2023 - 1º turno                         | -                                                                    | Cap.                                                                 |
| 28-3-2023                                                            | San Cristóbal                                                        | Haiti                                                                | 3 – 1                                                                | Bermuda                                                              | CONCACAF Nations League 2022-2023 - 1º turno                         | -                                                                    | Cap.                                                                 |
| 20-6-2023                                                            | Palm Beach Gardens                                                   | Haiti                                                                | 0 – 0                                                                | Trinidad e Tobago                                                    | Amichevole                                                           | -                                                                    |                                                                      |
| 25-6-2023                                                            | Houston                                                              | Haiti                                                                | 2 – 1                                                                | Qatar                                                                | Gold Cup 2023 - 1º turno                                             | -                                                                    | Cap.                                                                 |
| 29-6-2023                                                            | Glendale                                                             | Haiti                                                                | 1 – 3                                                                | Messico                                                              | Gold Cup 2023 - 1º turno                                             | -                                                                    | Cap.                                                                 |
| 3-7-2023                                                             | Charlotte                                                            | Honduras                                                             | 2 – 1                                                                | Haiti                                                                | Gold Cup 2023 - 1º turno                                             | -                                                                    |                                                                      |
| 8-9-2023                                                             | Santo Domingo                                                        | Haiti                                                                | 0 – 0                                                                | Cuba                                                                 | CONCACAF Nations League 2023-2024 - 1º turno                         | -                                                                    |                                                                      |
| 12-9-2023                                                            | Kingston                                                             | Giamaica                                                             | 2 – 2                                                                | Haiti                                                                | CONCACAF Nations League 2023-2024 - 1º turno                         | -                                                                    | 81’                                                                  |
| 12-10-2023                                                           | Paramaribo                                                           | Suriname                                                             | 1 – 1                                                                | Haiti                                                                | CONCACAF Nations League 2023-2024 - 1º turno                         | -                                                                    |                                                                      |
| 15-10-2023                                                           | Port of Spain                                                        | Haiti                                                                | 2 – 3                                                                | Giamaica                                                             | CONCACAF Nations League 2023-2024 - 1º turno                         | -                                                                    |                                                                      |
| 6-6-2024                                                             | Bridgetown                                                           | Haiti                                                                | 2 – 1                                                                | Saint Lucia                                                          | Qual. Mondiali 2026                                                  | -                                                                    |                                                                      |
| 9-6-2024                                                             | Bridgetown                                                           | Barbados                                                             | 1 – 3                                                                | Haiti                                                                | Qual. Mondiali 2026                                                  | -                                                                    |                                                                      |
| 6-9-2024                                                             | Mayagüez                                                             | Porto Rico                                                           | 1 – 4                                                                | Haiti                                                                | CONCACAF Nations League 2024-2025 - 1º turno                         | -                                                                    |                                                                      |
| 11-10-2024                                                           | Oranjestad                                                           | Aruba                                                                | 1 – 3                                                                | Haiti                                                                | CONCACAF Nations League 2024-2025 - 1º turno                         | -                                                                    |                                                                      |
| 14-10-2024                                                           | Oranjestad                                                           | Aruba                                                                | 3 – 5                                                                | Haiti                                                                | CONCACAF Nations League 2024-2025 - 1º turno                         | -                                                                    | Cap. 36’                                                             |
| 15-11-2024                                                           | Mayagüez                                                             | Sint Maarten                                                         | 0 – 8                                                                | Haiti                                                                | CONCACAF Nations League 2024-2025 - 1º turno                         | -                                                                    |                                                                      |
| 18-11-2024                                                           | Mayagüez                                                             | Porto Rico                                                           | 0 – 3                                                                | Haiti                                                                | CONCACAF Nations League 2024-2025 - 1º turno                         | -                                                                    | Cap.                                                                 |
| 22-3-2025                                                            | Baku                                                                 | Azerbaigian                                                          | 0 – 3                                                                | Haiti                                                                | Amichevole                                                           | -                                                                    | Cap.                                                                 |
| 7-6-2025                                                             | Oranjestad                                                           | Aruba                                                                | 0 – 5                                                                | Haiti                                                                | Qual. Mondiali 2026                                                  | -                                                                    |                                                                      |
| 10-6-2025                                                            | Oranjestad                                                           | Haiti                                                                | 1 – 5                                                                | Curaçao                                                              | Qual. Mondiali 2026                                                  | -                                                                    | 90’                                                                  |
| 15-6-2025                                                            | San Diego                                                            | Haiti                                                                | 0 – 1                                                                | Arabia Saudita                                                       | Gold Cup 2025 - 1º turno                                             | -                                                                    |                                                                      |
| 19-6-2025                                                            | Houston                                                              | Trinidad e Tobago                                                    | 1 – 1                                                                | Haiti                                                                | Gold Cup 2025 - 1° turno                                             | -                                                                    |                                                                      |
| 22-6-2025                                                            | Arlington                                                            | Stati Uniti                                                          | 2 – 1                                                                | Haiti                                                                | Gold Cup 2025 - 1° turno                                             | -                                                                    |                                                                      |
| Totale                                                               |                                                                      | Presenze                                                             | 51                                                                   |                                                                      | Reti                                                                 | 2                                                                    |                                                                      |

## Palmarès

### Club

#### Competizioni nazionali
- Campionato ecuadoriano: 1

LDU Quito: 2024
- Supercoppa ecuadoriana: 1

LDU Quito: 2025

#### Competizioni internazionali
- Coppa Sudamericana: 1

LDU Quito: 2023